# 李文成
李文成（18世纪—1813年），男，河南滑县人，清朝嘉庆年间天理教起事領導人之一。木匠出身，人稱“李四木匠”。

## 生平
李文成是河南滑县谢家庄人。參加八卦教的震卦教，被推为教主，兼领七卦，有教徒几万人。与坎卦教主林清联合，改教名为天理教。约定嘉庆十八年（1813年）九月十五同時起事，事泄，李於滑县被捕。教徒提前起事，九月初七佔滑县，杀知县强克捷、巡检刘斌，推他为大明天顺李真主，建元「順天」。
其他教徒在直隶省、山东省起事，攻克定陶、曹县。林清袭击皇宫失败，各地起事军也被官军击破。
李率四千人到辉县司寨另谋发展时，被清军围困，自焚而死；其妻李张氏守滑县，次年城破自缢而死。